# Parque Quase-Nacional Genkai
O Parque Quase-Nacional Genkai é um parque quase-nacional localizado nas prefeituras japonesas de Fukuoka, Saga e Nagasaki. Estabelecido em 1 de junho de 1956, tem uma área de 10 561 hectares.